# フル・ブラッデッド・イタリアンズ

リトル・グイドー（左）とトニー・ママルーク（ECWアリーナにて）

フル・ブラッデッド・イタリアンズ（Full Blooded Italians）は、アメリカ合衆国のプロレス団体ECWおよびWWEで活動していたプロレスラーのユニットである。その英語の頭文字を取ってF.B.I.と呼ばれる。
意訳すると純血イタリア軍団。ECW時代はリトル・グイドー、WWE移籍後はナンジオを名乗るジェームズ・マリタートを中心として結成されていた。

## 来歴

### ECW時代
1996年、イタリア系アメリカ人であるリトル・グイドーとヴァル・プッシオ、そして黒人レスラーのJ・T・スミスのトリオで結成された。黒人選手がメンバーであるように、初期は従来のアメリカン・プロレスにおける民族ギミックのパロディ的な要素も持っていた（J・T・スミスはイタリア人を自称しておきながら、イタリアのアイスクリームであるジェラートを「薬の名前」などと言ったこともある）。
その後も、トレイシー・スマザーズ、マネージャーの "ザ・ビッグ・ドン" トミー・リッチ、ドイツ人レスラーのウルフ・ハーマンなどが、実際の民族的バックボーンに関わりなくユニットに参入（トレイシー・スマザーズは、自身のホームタウンであるテネシー州のナッシュビルをイタリアの都市だと主張し、出身地を "Nashville, Italy" としていた）。実際にイタリア系の出自を持つ選手では、巨漢のビッグ・グイドー（マイケル・サントーニ・ジュニア）がリトル・グイドーの弟と称し用心棒役で一時メンバーに加入したほか、ECW末期はトニー・ママルークがリトル・グイドーのパートナーとなり、2000年8月26日にECWタッグ王座を獲得した。
なお、2005年に行われた『ECWワン・ナイト・スタンド』において、ジェームズ・マリタートがリトル・グイドーの旧リングネームで出場した際、当時のF.B.I.メンバーの一部は彼のセコンドとして登場している。

### WWE時代
ECW崩壊後、リトル・グイドーはナンジオとリングネームを変更してWWEに移籍。2003年2月、スマックダウンにてリキシと対戦して敗れた際、「ファミリー」の力でリキシにリベンジを果たす。そのときリベンジに加わったのが、同じくイタリア系アメリカ人であるチャック・パルンボとジョニー・スタンボリーで、この3人によりF.B.I.は再結成された。ストリート・マフィアをイメージしたプロモーション映像も製作され、ジ・アンダーテイカーとの抗争などヒールの主力チームとなって活躍。後にベビーフェイスに転向して人気を得るも、パルンボのRAW移籍、およびスタンボリーの解雇によりWWE版のF.B.I.は2004年11月に解散した。
2005年6月12日の『ECWワン・ナイト・スタンド』ではECW時代のメンバーで限定復活。同年8月、ナンジオはヴィトーのアシストにより、ポール・ロンドンからWWEクルーザー級王座を奪取した。以後、両者はタッグを組んでメキシクールズと抗争を展開。F.B.I.のチーム名を用いることはなかったが、イタリア系の出自を全面にアピールするなど、F.B.I.のニューバージョンと位置付けられた。
2006年6月、WWEがECWを第3のブランドとして復活させると、リトル・グイドー・マリタート、トニー・ママルーク、ビッグ・グイドー、女子レスラーのトリニティー（ステファニー・フィノキオ）によって再々結成された。

## 獲得タイトル
ECW
- ECWタッグ王座 : 2回（リトル・グイドー&トレイシー・スマザーズ、リトル・グイドー&トニー・ママルーク）[1]

JAPW
- JAPWタッグ王座 : 1回（リトル・グイドー&トレイシー・スマザーズ）

WWE
- WWEクルーザー級王座 : 2回（ナンジオ）[3]

## 入場曲
- Fly Me To The Moon (Frank Sinatra) - ECW時代の入場曲。
- No Sleep Till Brooklyn (Beastie Boys) - WWE時代の入場曲。インストゥルメンタルバージョンが使用された。